# خليفة المير
خليفة سليمان مبروك المير (مواليد 13 أكتوبر 1983 في البيضاء) لاعب كرة قدم ليبي يجيد اللعب في خط الوسط . يلعب لصالح نادي نادي الأخضر الليبي .